# ナッシング・ハズ・チェンジド〜オールタイム・グレイテスト・ヒッツ
『ナッシング・ハズ・チェンジド〜オールタイム・グレイテスト・ヒッツ』（原題"Nothing Has Changed."）は、2014年11月19日に発売されたデヴィッド・ボウイのオールタイム・ベスト・アルバム。

## 解説
前年に突如音楽活動を再開したデヴィッド・ボウイが、自身の活動50周年を祝して発売した全キャリアを網羅したベストアルバム。
収録作品は当時の最新作だった『ザ・ネクスト・デイ』から1964〜1966年のデイヴィー・ジョーンズ名義時代の真のデビュー作品に至るまでを網羅し、さらに未CD化に終わっていたシングルヴァージョンや未発表ミックス、ラジオエディットに加え、2011年にインターネット流出してしまった未発表アルバム『Toy』の楽曲までも含め、この作品のためだけに新たに録音された新曲「Sue (Or In A Season Of Crime)」も収録された決定版といえる仕上がり内容の作品となっている。
このベストアルバム上の新作として発表された「Sue (Or In A Season Of Crime)」は、新たにレコーディングされたバージョンが次回作にして自身の遺作ともなった最終アルバム作『★』にも収録されたため、まさしく全キャリア全アルバムから選び抜かれた作品集になった。
収録作品は全曲当時の最新技術でデジタル・リマスター化されており、3枚組デラックス・エディションの曲順は基本的に最新作からデビュー作までを逆にたどる順番での収録となっている。

## 収録曲

### 3枚組デラックス・エディション
DISC 1
1.スー（オア・イン・ア・シーズン・オブ・クライム） - Sue (or In A Season Of Crime)

※本作リリースに合わせて先行リリースされた新曲。後にレコーディングし直されて「★ (ブラックスター)」（2016年）に収録された。
2.ホエア・アー・ウィ・ナウ? - Where Are We Now?

※初出アルバム「ザ・ネクスト・デイ - The Next Day」（2013年）。
3.ラヴ・イズ・ロスト（ハロー・スティーヴ・ライヒ・ミックス by ジェームス・マーフィ・フォー・ザ・DFA・エディット） - Love Is Lost (Hello Steve Reich Mix by James Murphy for the DFA Edit)

※初出アルバム「The Nextday Extra」（2013年)
4.ザ・スターズ - The Stars (Are Out Tonight)

※初出アルバム「ザ・ネクスト・デイ」
5.ニュー・キラー・スター（ラジオ・エディット） - New Killer Star (radio edit)

※初出アルバム「リアリティ - Reality」（2003年）
6.エヴリワン・セズ・ハイ（エディット） - Everyone Says 'Hi' (edit)

※初出アルバム「ヒーザン - Heathen」（2002年）
7.スロー・バーン（ラジオ・エディット） - Slow Burn (radio edit)

※初出アルバム「ヒーザン」
8.レット・ミー・スリープ・ビサイド・ユー - Let Me Sleep Beside You (Previously unreleased)

※未発表曲。2000年前後にレコーディングされアルバム「トイ」としてリリースされる予定だったが当ベスト盤のリリース時にはまだ未発表で、2021年にリリースされた。
9.ユア・ターン・トゥ・ドライヴ - Your Turn To Drive

※未発表曲。前曲同様「トイ」用としてレコーディンがされていたもの
10.シャドー・マン - Shadow Man

※「Toy」用にレコーディングされていたものとされ、「Slow Burn」などのB面曲としてリリースされていた
11.セヴン（マリウス・デ・ヴリーズ・ミックス） - Seven (Marius de Vries mix)

※初出アルバム「アワーズ… - Hours...」（1999年）。本作に収録されたヴァージョンは2000年にシングルリリースされた時のもの
12.サヴァイヴ（マリウス・デ・ヴリーズ・ミックス） - Survive (Marius de Vries mix)

※初出アルバム「アワーズ...」（1999年）。本作に収録されたヴァージョンは2000年にシングルリリースされた時のもの
13.サーズデイズ・チャイルド（ラジオ・エディット） - Thursday's Child (radio edit)

※初出アルバム「アワーズ...」
14.アイム・アフレイド・オブ・アメリカンズ（クリーン・エディット） -I'm Afraid Of Americans (V1) (radio edit)

※初出アルバム「アースリング - Earthling」（1997年）。本作に収録されているヴァージョンは同年リリースのシングルに収録されたもの
15.リトル・ワンダー（エディット） - Little Wonder (edit)

※初出アルバム「アースリング」
16.ハロー・スペースボーイ（ペット・ショップ・ボーイズ・リミックス） - Hallo Spaceboy (PSB Remix) (with The Pet Shop Boys)

※初出アルバム「アウトサイド - 1.Outside」（1995年）。本作に収録のヴァージョンは1996年に収録されたシングルに収録されたもの
17.ハーツ・フィルシー・レッスン（ラジオ・エディット） - Heart's Filthy Lesson (radio edit)

※初出アルバム「アウトサイド」
18.ストレンジャーズ・ホエン・ウィ・ミート（シングル・ヴァージョン） - Strangers When We Meet (single version)

※初出アルバム「郊外のブッダ - Budda Of Suburbia」

DISC 2
1.郊外のブッダ - Buddha Of Suburbia

※初出アルバム「郊外のブッダ」
2.ジャンプ・ゼイ・セイ（ラジオ・エディット） - Jump They Say (radio edit)

※初出アルバム「ブラック・タイ・ホワイト・ノイズ - Black Tie White Noise」（1993年）
3.タイム・ウィル・クロール（MMリミックス） - Time Will Crawl (MM remix)

※初出アルバム「ネヴァー・レット・ミー・ダウン- Never Let Down」（1987年）本作収録のヴァージョンは2008年に「iSelect」としてリリースされたアルバムに収録
4.ビギナーズ（シングル・ヴァージョン） - Absolute Beginners (single version)

※初出アルバム「Absolute Beginners - Original Motion Pictures Soundtracks」（1986年）
5.ダンシング・イン・ザ・ストリート - Dancing In The Street (David Bowie & Mick Jagger)

※初出シングル（1985年）。オリジナル・アルバム未収録
6.ラヴィング・ジ・エイリアン（シングル・リミックス） - Loving The Alien (single remix)

※初出アルバム「トゥナイト - Tonight」
7.ディス・イズ・ノット・アメリカ with パット・メセニー・グループ - This Is Not America (with The Pat Metheny Group)

※初出アルバム「The Falcon and the snowman soundtrack」（1985年）
8.ブルー・ジーン - Blue Jean

※初出アルバム「トゥナイト」
9.モダン・ラヴ（シングル・バージョン） - Modern Love (single version)

※初出アルバム「レッツ・ダンス - Let's Dance」（1983年）
10.チャイナ・ガール（シングル・ヴァージョン） - China Girl (single version)

※初出アルバム「レッツ・ダンス」
11.レッツ・ダンス（シングル・ヴァージョン） - Let's Dance (single version)

※初出アルバム「レッツ・ダンス」
12.ファッション（シングル・ヴァージョン） - Fashion (single version)

※初出アルバム「スケアリー・モンスターズ - Scary Monsters (And Super Creeps)」（1980年）
13.スケアリー・モンスターズ（アンド・スーパー・クリープス）（シングル・ヴァージョン） - Scary Monsters (And Super Creeps) (single version)

※初出アルバム「スケアリー・モンスターズ」
14.アッシュズ・トゥ・アッシュズ（シングル・バージョン） - Ashes To Ashes (single version)

※初出アルバム「スケアリー・モンスターズ」
15.アンダー・プレッシャー - Under Pressure (Queen & David Bowie)

※初出シングル（1981年）。アルバム未収録。
16.ボーイズ・キープ・スウィンギング - Boys Keep Swinging

※初出アルバム「ロジャー(間借人) - Lodger」（1979年）
17.ヒーローズ（シングル・ヴァージョン） - "Heroes" (single version)

※初出アルバム「英雄夢語り - "Heroes"」（1977年）
18.サウンド・アンド・ヴィジョン - Sound And Vision

※初出アルバム「ロウ - Low」(1977年)
19.ゴールデン・イヤーズ（シングル・ヴァージョン） - Golden Years (single version)

※初出アルバム「ステイション・トゥ・ステイション - Station to Station」（1976年）
20.野生の息吹き（2010ハリー・マスリン・ミックス） - Wild Is The Wind (2010 Harry Maslin Mix)

※初出アルバム「ステイション・トゥ・ステイション」
DISC 3
1.フェイム - Fame

※初出アルバム「ヤング・アメリカンズ - Young Americans」（1975年）
2.ヤング・アメリカンズ（2007トニー・ヴィスコンティ・ミックス・シングル・エディット） - Young Americans (2007 Tony Visconti mix single edit)

※初出アルバム「ヤング・アメリカンズ」
3.ダイアモンドの犬 - Diamond Dogs

※初出アルバム「ダイアモンドの犬 - Diamond Dogs」（1974年）
4.愛しき反抗 - Rebel Rebel

※初出アルバム「ダイアモンドの犬」
5.愛の悲しみ - Sorrow

※初出アルバム「ピンナップス - Pin Ups」（1973年）
6.ドライヴ・インの土曜日 - Drive-In Saturday

※初出アルバム「アラジン・セイン - Aladdin Sane」（1973年）
7.すべての若き野郎ども - All The Young Dudes

※初出アルバム「レアレストワンボウイ Rarestonebowie」（1995年）。レコーディングは「アラジン・セイン」のセッション時のもの。
8.ジーン・ジニー（オリジナル・シングル・ミックス） - The Jean Genie (original single mix)

※初出アルバム「アラジン・セイン」
9.月世界の白昼夢 - Moonage Daydream

※初出アルバム「ジギー・スターダスト - The Rise and Fall of Ziggy Stardust and the Spiders from Mars」（1972年）
10.ジギー・スターダスト（屈折する星くず） - Ziggy Stardust

※初出アルバム「ジギー・スターダスト」
11.スターマン（オリジナル・シングル・ミックス） - Starman (original single mix)

※初出アルバム「ジギー・スターダスト」
12.火星の生活（2003ケン・スコット・ミックス） - Life On Mars? (2003 Ken Scott Mix)

※初出アルバム「ハンキー・ドリー - Hunky Dory」
13.ユー・プリティ・シングス - Oh! You Pretty Things

※初出アルバム「ハンキー・ドリー」
14.チェンジス - Changes

※初出アルバム「ハンキー・ドリー」
15.世界を売った男 - The Man Who Sold The World

※初出アルバム「世界を売った男 - The Man Who Sold The World」（1970年)
16.スペイス・オディティ - Space Oddity

※初出アルバム「スペイス・オディティ - Space Oddity」 （1969年）
17.イン・ザ・ヒート・オブ・ザ・モーニング（ステレオ・ミックス） - In The Heat Of The Morning (stereo mix)

※初出アルバム「The World of David Bowie」（1970年）。レコーディングは1968年。
18.愚かな少年 - Silly Boy Blue

※初出アルバム「デヴィッド・ボウイ - David Bowie」（1967年）
19.キャント・ヘルプ・シンキング・アバウト・ミー - Can't Help Thinking About Me (David Bowie with Lower Third)

※初出シングル（1966年）。オリジナル・アルバム未収録
20.ユーヴ・ガット・ア・ハビット・オブ・リーヴィング - You've Got A Habit Of Leaving (Davy Jones (& Lower Third))

※初出シングル（1965年）。オリジナル・アルバム未収録
21.リザ・ジェーン - Liza Jane (Davy Jones & The King Bees)

※初出シングル（1964年）。オリジナル・アルバム未収録。

### 2枚組スタンダード・エディション
DISC 1
1. スペイス・オディティ - Space Oddity
2. 世界を売った男 - The Man Who Sold The World
3. チェンジス - Changes
4. ユー・プリティ・シングス - Oh! You Pretty Things
5. 火星の生活 - Life On Mars?
6. スターマン（オリジナル・シングル・ミックス） - Starman (original single mix)
7. ジギー・スターダスト（屈折する星くず） - Ziggy Stardust
8. 月世界の白昼夢 - Moonage Daydream
9. ジーン・ジニー（オリジナル・シングル・ミックス） - The Jean Genie (original single mix)
10. すべての若き野郎ども - All The Young Dudes
11. ドライヴ・インの土曜日 - Drive-In Saturday
12. 愛の悲しみ - Sorrow
13. 愛しき反抗 - Rebel Rebel
14. ヤング・アメリカンズ（オリジナル・シングル・エディット） - Young Americans (original single edit)
15. フェイム - Fame (4:14)
16. ゴールデン・イヤーズ（シングル・ヴァージョン） - Golden Years (single version)
17. サウンド・アンド・ヴィジョン - Sound And Vision
18. ヒーローズ（シングル・ヴァージョン） - "Heroes" (single version)
19. ボーイズ・キープ・スウィンギング - Boys Keep Swinging
20. ファッション（シングル・ヴァージョン） - Fashion (single version)
21. アッシュズ・トゥ・アッシュズ（シングル・バージョン） - Ashes To Ashes (single version)

DISC 2
1. アンダー・プレッシャー - Under Pressure (Queen & David Bowie)
2. レッツ・ダンス（シングル・ヴァージョン） - Let's Dance (single version)
3. チャイナ・ガール（シングル・ヴァージョン） - China Girl (single version)
4. モダン・ラヴ（シングル・バージョン） - Modern Love (single version)
5. ブルー・ジーン - Blue Jean
6. ディス・イズ・ノット・アメリカ with パット・メセニー・グループ - This Is Not America (with The Pat Metheny Group)
7. ダンシング・イン・ザ・ストリート - Dancing In The Street (David Bowie & Mick Jagger)
8. ビギナーズ（シングル・ヴァージョン） - Absolute Beginners (single version)
9. ジャンプ・ゼイ・セイ（ラジオ・エディット） - Jump They Say (radio edit)
10. ハロー・スペースボーイ（ペット・ショップ・ボーイズ・リミックス） - Hallo Spaceboy (PSB Remix) (with The Pet Shop Boys)
11. リトル・ワンダー（エディット） - Little Wonder (edit)
12. アイム・アフレイド・オブ・アメリカンズ（クリーン・エディット） - I'm Afraid Of Americans (V1) (radio edit)
13. サーズデイズ・チャイルド（ラジオ・エディット） - Thursday's Child (radio edit)
14. エヴリワン・セズ・ハイ（エディット） - Everyone Says 'Hi' (edit)
15. ニュー・キラー・スター（ラジオ・エディット） - New Killer Star (radio edit)
16. ラヴ・イズ・ロスト（ハロー・スティーヴ・ライヒ・ミックス by ジェームス・マーフィ・フォー・ザ・DFA・エディット） - Love Is Lost (Hello Steve Reich Mix by James Murphy for the DFA Edit)
17. ホエア・アー・ウィ・ナウ? - Where Are We Now?
18. スー（オア・イン・ア・シーズン・オブ・クライム） - Sue (or In A Season Of Crime)

### 1枚組ジャパン・エディション
1. レッツ・ダンス（シングル・ヴァージョン） - Let's Dance (single version)
2. アッシュズ・トゥ・アッシュズ（シングル・バージョン） - Ashes To Ashes (single version)
3. アンダー・プレッシャー - Under Pressure (Queen & David Bowie)
4. ヒーローズ（シングル・ヴァージョン） - "Heroes" (single version)
5. チェンジス - Changes
6. スペイス・オディティ - Space Oddity
7. レディ・スターダスト - Lady Stardust
8. 火星の生活 - Life On Mars?
9. スターマン（オリジナル・シングル・ミックス） - Starman (original single mix)
10. ジギー・スターダスト（屈折する星くず） - Ziggy Stardust
11. ジーン・ジニー（オリジナル・シングル・ミックス） - The Jean Genie (original single mix)
12. 愛しき反抗 - Rebel Rebel
13. フェイム - Fame (4:14)
14. サウンド・アンド・ヴィジョン - Sound And Vision
15. ハロー・スペースボーイ（ペット・ショップ・ボーイズ・リミックス） - Hallo Spaceboy (PSB Remix) (with The Pet Shop Boys)
16. チャイナ・ガール（シングル・ヴァージョン） - China Girl (single version)
17. ダンシング・イン・ザ・ストリート - Dancing In The Street (David Bowie & Mick Jagger)
18. ビギナーズ（シングル・ヴァージョン） - Absolute Beginners (single version)
19. ホエア・アー・ウィ・ナウ? - Where Are We Now?
20. スー（オア・イン・ア・シーズン・オブ・クライム）（ラジオ・エディット） - Sue (or In A Season Of Crime) (radio edit)